# Plerogyra turbida
Plerogyra turbida är en korallart som först beskrevs av Hodgson och Ross 1981.  Plerogyra turbida ingår i släktet Plerogyra och familjen Euphyllidae. Inga underarter finns listade i Catalogue of Life.